# Hans Georg Dehmelt
Hans Georg Dehmelt (9 septembre 1922 à Görlitz, Saxe, Allemagne-7 mars 2017) est un physicien germano-américain. Il est colauréat avec Wolfgang Paul d'une moitié du prix Nobel de physique de 1989 « pour le développement de la technique de capture d'ions ».

## Biographie
À l'âge de 10 ans, il obtient une bourse pour entrer au lycée berlinois du monastère franciscain. Après son diplôme en 1940, il s'engage dans l'armée allemande. Son unité est engagée à Stalingrad où elle échappe de peu à l'encerclement. En 1943, l'armée l'envoie à l'université de Breslau pour étudier la physique pendant un an. Il retourne au service actif et est capturé pendant la bataille des Ardennes.
Dehmelt est libéré en 1946 d'un camp de prisonniers américain et reprend ses études à l'université de Göttingen. Il assure son quotidien en réparant et en troquant de vieilles radios. Il finit sa maîtrise en 1948 et reçoit son Ph.D. en 1950. Dehmelt est invité pour ses recherches post-doctorales par l'université Duke et il émigre définitivement aux États-Unis en 1952.
En 1955, il devient professeur assistant à l'université de Washington, il est titularisé en 1961 et ne quitte plus cette université jusqu'à sa retraite en octobre 2001.
Il se marie avec Irmgard Lassow, et se remarie avec Diana Dundore après la mort de sa première femme.
Dehmelt reçoit conjointement avec Wolfgang Paul une moitié du prix Nobel de physique de 1989 (l'autre moitié a été remise à Norman Foster Ramsey) « pour le développement de la technique de capture d'ions ».

## Distinctions et récompenses
- 1985 : Prix Rumford
- 1989 : Prix Nobel de physique
- 1995 : National Medal of Science